# Sara Roosevelt
Sara Ann Delano (Newburgh, 21 de septiembre de 1854-Hyde Park, 7 de septiembre de 1941), conocida por su nombre de casada Sara Roosevelt, fue la segunda esposa de James Roosevelt (desde 1880), madre del presidente de los Estados Unidos Franklin D. Roosevelt (su único hijo), y posteriormente suegra de Eleanor Roosevelt.
Delano creció en Newburgh, Nueva York y pasó tres años en Hong Kong. Ella dio a luz a Franklin en 1882 y fue una madre devota para él durante el resto de su vida, incluida la educación en el hogar y vivir cerca en la edad adulta. Tenía una relación compleja con su nuera Eleanor, lo que ha llevado a que fuera descrita como una suegra dominante y temible, aunque otros puntos de vista están en desacuerdo con esto. Murió en 1941, con su hijo, entonces presidente, a su lado.

## Infancia
Nació en Delano Estate en la ciudad de Newburgh, Nueva York, hija de Warren Delano Jr. y Catherine Robbins Lyman. Tenía diez hermanos, dos de los cuales murieron cuando eran pequeños. Tres más murieron a los veinte años.
En 1862, Sara, su madre Catherine y seis hermanos y hermanas viajaron a Hong Kong en el barco clíper Surprise, donde se unieron a Warren Delano, quien había reanudado su negocio de comercio de opio, entonces todavía legal. A bordo del barco, Sara disfrutó pasar tiempo en el desván del velero escuchando al velero contar historias del mar. Su hermano Fred descubrió el diario del viaje de Catherine muchos años después, en 1928. En 1865, se mudó con su familia a Newburgh. Fue educada en casa, además de un breve período en una escuela de niñas en Dresde, Alemania, en 1876.
Delano fue descrita como de 1,78 m, y una belleza debutante inteligente en su juventud. También era conocida por su sentido de propósito que muchas mujeres jóvenes de su edad y clase carecían en ese momento.

## Familia
Después de muchos pretendientes, Sara se casó con James Roosevelt I, que era 26 años mayor que ella, en 1880. Dos años más tarde, dio a luz a un hijo, Franklin Delano Roosevelt, el 30 de enero de 1882. Después del nacimiento de su hijo, los médicos le aconsejaron a Sara que no tuviera más hijos, por lo que el joven Franklin se convirtió en el centro de su atención. Muchos padres adinerados de este período dependían de los sirvientes para cuidar de sus hijos, pero no Sara. Le enseñó a Franklin lectura y geografía, y empleó tutores en lugar de enviarlo a una escuela convencional. Después de la muerte de su esposo en 1900, se mudó temporalmente a Boston, Massachusetts, para estar cerca de su hijo, que entonces estudiaba en la Universidad de Harvard.
Sara no aprobaba a muchas de las mujeres a las que cortejaba su hijo. Cuando Franklin se enamoró de su prima lejana, Eleanor Roosevelt, Sara estaba decidida a cambiar la opinión de su hijo. Trató de obligarlo a retirarse del compromiso, pero tras no tener suerte, insistió en que su hijo mantuviera su acuerdo en secreto durante más de un año. Sara estuvo muy involucrada en la vida de los hijos de Eleanor y Franklin. A menudo ofrecía consejos sobre cómo criarlos y, con frecuencia, socavaba las habilidades disciplinarias de la pareja al malcriar a sus nietos. Eleanor a menudo confiaba en la dirección de Sara para que se sintiera más segura en su papel de madre.
Aunque Sara se hizo conocida popularmente como una suegra dominante estereotipada después de haber sido retratada como tal en la película Sunrise at Campobello, su relación real con Eleanor fue mucho más compleja. La pareja se hizo más cercana durante los primeros años del matrimonio, ya que la madre de Eleanor había muerto cuando ella era joven, y usó a Sara como madre sustituta para discutir sus problemas. Apoyó a Eleanor después de que descubrió el romance de Franklin con Lucy Mercer, lo que puso el matrimonio al borde del colapso. Sin embargo, la relación comenzó a ser más distante después de que Eleanor se involucró más en la política y el activismo.
Franklin D. Roosevelt nunca tuvo una casa propia que estuviera separada de la de su madre. En 1906, Roosevelt encargó la construcción de un par de casas en E 65 Street, Nueva York, como regalo de bodas para Franklin y su esposa, Eleanor, con la estricta condición de que ella pudiera mudarse junto a ellas. Supervisó una serie de puertas que conectaban las casas, lo que le permitía acceder al salón y las habitaciones de los niños en la propiedad vecina. Su hijo y su nuera se mudaron después de que Franklin asumió el cargo en la Casa Blanca en 1933.
Vivió para ver a Franklin elegido presidente de los Estados Unidos tres veces, convirtiéndose en la primera madre presidencial en votar por su hijo. Sara continuó apoyando la carrera de su hijo, incluso asumiendo el cargo de primera dama en varias ocasiones. Ella siempre estaba dispuesta a decir algo positivo sobre su hijo y se mantuvo muy protectora con él y su familia.

## Muerte

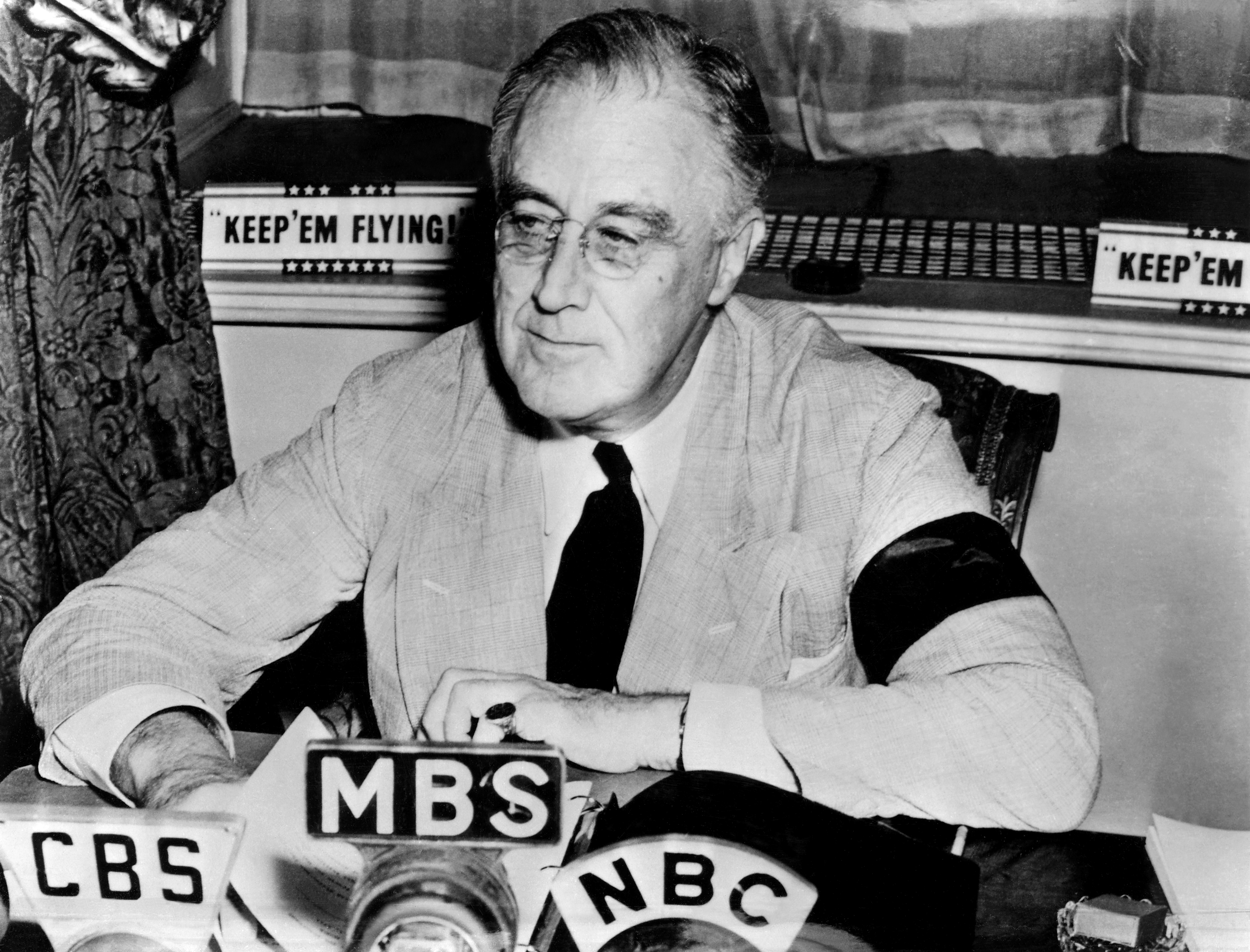
En una «charla junto a la fogata» cuatro días después de la muerte de su madre, FDR usa un brazalete de tela negro en señal de luto (11 de septiembre de 1941).

Murió el 7 de septiembre de 1941 con el presidente a su lado, dos semanas antes de cumplir 87 años.
El funeral se llevó a cabo en Springwood. Se puede ver al presidente con una banda negra de luto en el brazo en fotografías de él firmando más tarde la declaración de guerra de los Estados Unidos contra Japón. La memoria de su madre se conmemora con Sara Delano Roosevelt Park en el Lower East Side de la ciudad de Nueva York, que se dedicó durante su vida, en 1934. Fue enterrada junto a su esposo en el cementerio de la Iglesia Episcopal St. James en Hyde Park.
En 2003, la Universidad de la Ciudad de Nueva York anunció que restaurarían la antigua casa de Roosevelt, ahora conocida como Sara Delano Roosevelt Memorial House, en 47 East 65th Street, donde vivió desde 1908 hasta su muerte.